# 加速ポンプ
加速ポンプ(かそくポンプ、英: Accelerator pump)はキャブレターに組み込まれることがある機構のひとつで、加速時などでスロットルを比較的早く開いた際に一時的に空燃比を濃くするものである。

## 概要

加速ポンプの概念図

加速ポンプは主に自動車やオートバイ用のキャブレターにおいて、スロットルを急速に開いた際の空燃比を補正してエンジンの出力を通常運転時よりも僅かに増大させ、スロットル操作に対する加速特性を向上させる機構である。キャブレターに付属する装置として設置される場合や、キャブレターの一部として組み込まれる場合がある。近年の自動車やオートバイでは、自動車排出ガス規制などの規制強化によりキャブレターは燃料噴射装置へと置き換えが進み、加速ポンプの採用例も少なくなりつつある。なお、燃料噴射装置ではエンジンコントロールユニットで噴射量を増加させて加速時の空燃比補正を行っている。

### 作動原理
キャブレターは通常、吸入負圧（ベンチュリ効果）を利用してフロート室から燃料を吸い上げることで燃料供給しているが、車両を急加速する際などスロットルを急激に開く（急開する）操作を行なうと、ベンチュリ内の吸入負圧が急激に低下し、燃料の吸い上げ能力が落ちてしまう場合がある。すると混合気は一時的に薄い状態となり、エンジンは失火や息つき（一時的な失速）といった、混合気が薄い場合に特有の症状を引き起こすこととなる。加速ポンプはこうした症状を防ぐために、スロットル急開時においても吸入負圧の影響を受けずに、機械式ポンプにより燃料供給を一時的に増量することで補うものである。
具体的には、まず、通常の緩やかにスロットルを開く操作では作動せず、急激にスロットルを開いた時だけに作動する仕掛けの、スロットルバルブに繋がるリンクシャフトがある。また、あらかじめチェックバルブなどによりフロート室から専用の小室に一定量の燃料が溜められている。スロットルを急激に開くとこのリンクシャフトが連動し、その先に繋がったポンプを作動させる。ポンプは専用の小室に溜められた燃料を押し出し、ベンチュリ内に設けられた専用のポートやノズルから噴出させるという仕組みである。

### 加速ポンプの装備について
加速ポンプはその機能や目的から、加減速の多い自動車やオートバイといった車両などで採用されることがほとんどで、定速運転がほとんどの発電機用エンジンなどでは必要性がないために採用されることはない。ただし、自動車やオートバイ用のキャブレターすべてに加速ポンプが付いているわけでもない。このことからもわかる通り、加速ポンプはキャブレターに必須のものではなく、あくまで補助的な装置である。
また、加速ポンプはキャブレターのための装置であって、現行車種に多い燃料噴射装置（インジェクション）では加速ポンプが装着されることはない。燃料噴射装置では加速ポンプと同様の一時的な燃料増量を、スロットル開度センサーなどの各種センサーとECUによってより緻密に電子制御で行なえるので、機械的に増量する加速ポンプは必要ないからである。

## 利点と欠点
加速ポンプがあると、前述のようにスロットル急開時に混合気が薄くなる症状が回避でき、燃料増量により適切な濃さの混合気とすることで、より運転者の意思に近い加速感や操作感が得られるという利点がある。
ただし加速ポンプによる燃料増量はベンチュリ内の吸入負圧に関係なく機械的に行なわれるために、その調整いかんでは、スロットル急開時のみならず全体的な燃料供給バランスを狂わせてしまう場合もあり、エンジン不調の原因にもなり得るので注意が必要である。
例えば、どの程度の急激なスロットル操作で加速ポンプが作動するかというタイミングの問題と、どの程度の量の燃料を噴出させるかという量の問題がある。タイミングの問題の場合では、あまり敏感に調整するとすぐに加速ポンプが作動してしまい、下手をするとほぼ常に混合気が濃くなり過ぎる状態が続いてしまう。逆にあまり鈍感に調整すると、加速ポンプがほとんど作動せず、加速ポンプ本来の効果を発揮できなくなる。また量の問題の場合では、一度に噴出する量を増やしすぎると一時的に混合気が濃すぎる状態となって、失火や息つきを解消するはずの加速ポンプがむしろそれらの原因となってしまう。逆に噴出量を減らしすぎるとやはり加速ポンプ本来の効果を発揮できなくなってしまう。
また、操作上の注意として、加速ポンプが機械的に燃料を噴出させる仕組みのために、エンジンが稼動していない時でもスロットルを急激に開いたりすれば加速ポンプが作動してしまうという点がある。そのために、エンジン始動前にスロットルを急激に開くとベンチュリ内に燃料が噴出し、エンジン始動時の混合気が非常に濃い状態になってしまい始動が困難になることもあり得る。ただしこれを利用して、エンジン始動前にわざと加速ポンプでベンチュリ内に燃料を送り込み始動性を高める方法とする場合もある。

## 歴史
キャブレターを用いたガソリン内燃機関が登場した19世紀から、スロットルバルブを急激に開いた際、瞬間的に空燃比が過度に薄くなる事でエンジンが失火したり、回転の上昇にもたつきが生じる不具合が発生する事が知られていたが、20世紀に入ってガソリンエンジンの性能がより高回転・高出力に進化していく課程の中で、スロットル急開時の空燃比を機械的に補正する様々な機構が考案されるようになった。

### 前史
1915年、ビュイックの技師であるユージン・C・リチャードは、吸入負圧に応じてキャブレターの内部容積を可変させる事で燃料供給量を増大させる加速チャンバー機構を開発。1923年、ウィーラー-シェブラー・キャブレター・カンパニーの技師であるベリー・オットー・カーターは、二次空気を導入する事で低回転域のみ空燃比を薄くするエアバルブ機構を考案した。1925年、スチュワート-ワーナーの技師であるパーシバル・S・タイスはスロットルバルブと直接連動する加速チャンバー機構を考案。1927年にはスコット・ウィリアムにより、スロットルバルブの開度に応じてメインジェットの口径を可変させるセルフフィーディング・キャブレターが考案され、1929年に加速時の増量機構が追加された。
加速ポンプが登場する以前に考案されたこれらの様々な機構のうち、加速ポンプと共に後年に至るまで残る成功を収めたのは、1905年にハーバード・スキナーが考案した、スロットルバルブの開度に応じて負圧ダイヤフラムでベンチュリー内径を可変させる機構を備えた負圧式キャブレターであった。スキナーのキャブレターは、後にSUキャブレターとして知られるようになる。

### 加速ポンプの登場
今日現存する形式のキャブレターに採用されている加速ポンプと同じ方式の機構が登場するのは、1930年代の事である。
1932年、カーター・キャブレターのレオナルド・D・ボイスは、スロットルバルブと連動して作動するダッシュポット(英語版)を用いた増量ポンプを装備したキャブレターを開発、スロットルの開度に応じて燃料そのものを直接吸気管内に噴射する加速ポンプの概念が初めて登場した。翌1933年にはベンディックス・アヴィエーションによって、より簡素な構造のピストンロッドを用いた加速ポンプが発表された。1945年にはカーター・キャブレターによりダイヤフラムを用いた、スロットルバルブと独立して動作する加速ポンプが開発されている。
これらの加速ポンプの登場は、航空用エンジン向けキャブレターの進化にも大きく貢献し、1938年にはベンディックス・コーポレーションにより、フロート室を持たない為に機体姿勢の変化の影響を受けにくいベンディックス-ストロンバーグ・圧力キャブレターが開発されている。

## エアカットバルブ
加速ポンプのうち、負圧を用いて作動する形式のものと形態が類似している為、加速ポンプと混同されやすい機構として、ケーヒンのオートバイ用エンジン向けキャブレターに採用例が多いエアカットバルブが挙げられる。
ミクニやテイケイ気化器ではコースリング・エンリッチャー(Coasting enricher)の呼称が用いられている。。英語圏では元々チョーク弁をエンリッチャー・ノブと呼称する事もあり、エアカットバルブは「エンジンの惰性で作動するチョーク」という意味で解釈されている。
エアカットバルブは加速ポンプとは逆に、スロットルバルブを閉じて吸入負圧が強くなった場合（エンジンブレーキ時）に、スロー系統の吸気量を制限して空燃比が薄くなるのを防止する機構である。
急激なエンジンブレーキの際に発生する排気管からのアフターファイアーは自動車排出ガス規制にとってマイナスの要素となるため、このような機構を用いて抑制が図られる事になるが、自動車用エンジンの場合はエアカットバルブではなく、スロットルバルブの閉鎖速度そのものを遅延させるダッシュポット機構で代用される事が多い。